# Fuenmayor
Fuenmayor önkormányzattal bíró település La Rioja autonóm közösségben, Spanyolországban. Az Ebro, az N-232-es országút, illetve a Castejón-Bilbao vasútvonal között található, és e stratégiai elhelyezkedése nagyban segítette fejlődését.

## Története

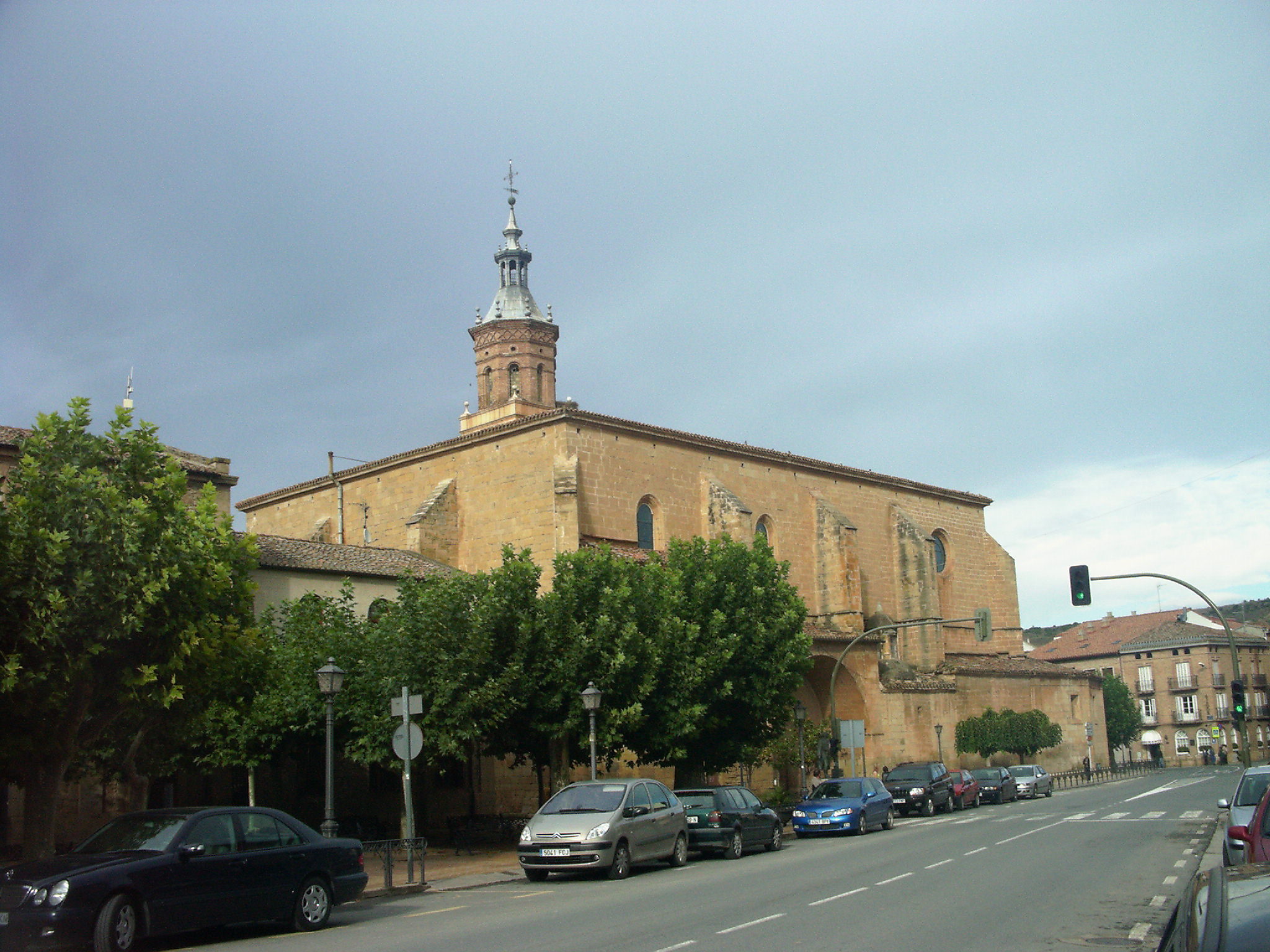
Fuenmayor főútja

Fuenmayort először a XI. században, egy oklevélben említik, melyben Estefanía de Foix királynő más területekkel együtt a nájerai Santa María la Real Monostornak adományozza. Ugyanakkor keltibér és római maradványok mutatják, hogy már korábban is lakott volt.
A XVII. században aztán lakói 6600 dukátért megvásárolták függetlenségüket Navarrete-től, a helységtől, amelyhez előzőleg tartoztak. Gazdasági fellendülése a XIX. században, jelentős borpincék építésével indult meg.

## Gazdaság
Fuenmayorban közel 25, a Denominación de Origen Calificada Rioja-hoz tartozó borászat található, köztük olyan jelentősek, mint a Bodegas AGE, a Bodegas Lan, vagy a Viñedos Heras Cordon. Fontos még fa- és kerámia ipara, utóbbi egyik képviselője a Cerabrick Grupo Cerámico nevű cég.

## Kultúra

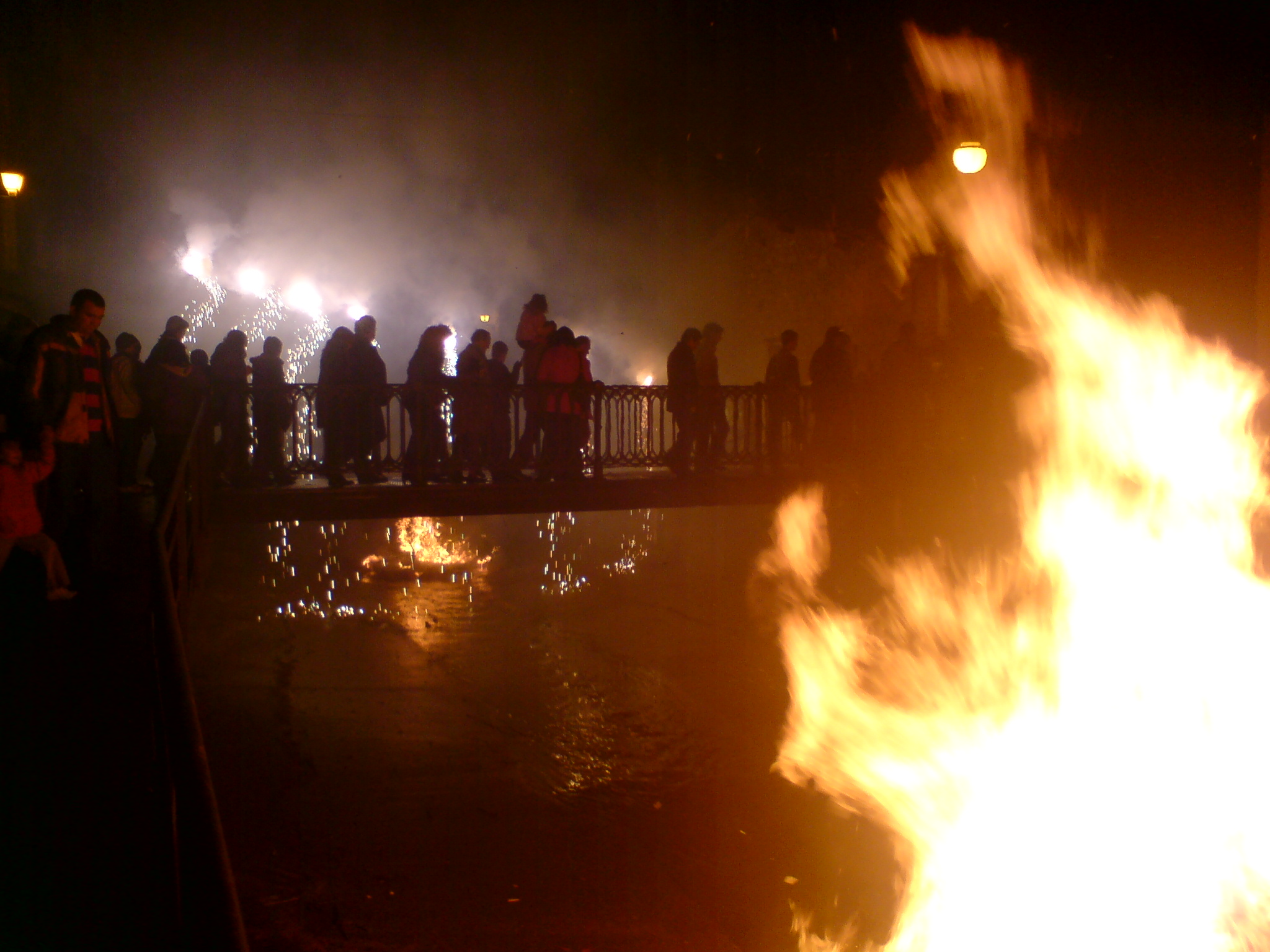
A látványos Los Marchos ünnepély decemberben

Évente rendezik a La Tejera birtokon a Mariquitina-napot, ezt a gúnyos-tréfás fesztivált. Az ünnepély középpontjában a bor és annak kultúrája áll látványos tűz- és bűvészmutatványokkal, mesemondással, vers-estekkel és zenével kísérve. Ennek lebonyolítója Gonzalo Gonzalo Grijalba, borász.
A Sociedad Gastronómica „La Malaria” a szervezője a szeptember 14-e körüli, változó időpontra eső Fiestas de la Cruz-nak.
Luis María Díez Merino író 1955-ben született Fuenmayorban. Las medias verdaderas című munkájáért az önkormányzat és a Fundación Caja Rioja által közösen alapított Buena Fuente de Novela díjban részesült.
A Plaza de la Cultura-n található a Casa de la Cultura, vezetője a költő Juan Carlos Pulgar Moreno.

## Szabadidő
Figyelemreméltó a település kerékpáros-sportélete. Igen közkedvelt célpont a Vía Verde (Zöld út) turistaösvény mely a környező dombok közt kanyarog, majd, érintve a régi El Camino-t, az Ebro mentén fut vissza a faluba. Elterjedt még a pelota vasca, ez a falteniszhez hasonlító labdajáték, melynek Fuenmayorban igen népszerű képviselője a riojai Titín III.
Vasárnaponként a Gran Coliseo moziban két filmet vetítenek: a délutánit gyermekeknek, a későbbit felnőtteknek – jobbára teltház előtt.
A település – méretéhez képest – figyelemreméltó éjszakai élettel bír, 2008-ban 6 étterem, és tucatnál több bár működött itt. Jellemző, hogy a baráti társaságok egy este alkalmával több lokált is meglátogatnak, így a katedrális körüli főtéren mindig nagy nyüzsgés van.

## Épületek

### Egyházi építészet
A főteret a Santa María templom uralja, mely a XVI-XVII. század során épült; román stílusú főoltára elragadó, érdekes még a barokk Ermita de Cristo és az Ermita del Carmen.

### Világi építészet
A XVII. századi Fernández Bazán palota a katedrálissal átellenben áll - üresen, a teráni márkik palotája a bortermelők királyi tanácsának egykor székhelye volt, a Gran Coliseo mozi a 30-as évekből pedig az első spanyol filmszínház, amelynek nézőterében nincsenek oszlopok a mennyezet tartására, és így zavartalan kilátást biztosít.

## Népesség
A település lakosságának változását az alábbi diagram mutatja:
| Lakosok száma | 2401 | 2792 | 3071 | 3238 | 3195 | 3156 | 3095 | 3134 | 3227 | 3278 |
|               | 2001 | 2004 | 2007 | 2009 | 2012 | 2014 | 2017 | 2019 | 2022 | 2024 |